# A magyar férfi tenisz-csapatbajnokságok végeredményei
A magyar férfi tenisz-csapatbajnokság 1923-tól kerül megrendezésre. A bajnokságot a Magyar Tenisz Szövetség írja ki és rendezi meg.
Az első években a bajnokságot kieséses rendszerben rendezték úgy, hogy a címvédő (minden esetben a MAC volt) csak a döntőben játszott a kieséses torna győztesével, vagyis a kihívóval a Kertész Tódor vándordíjért. 1931-től a csapatok bajnoki osztályokban játszottak, körmérkőzéses rendszeben. 1989-től két csoportban játszanak, majd rájátszással döntenek a végső helyezésekről. A vidéki csapatok részére 1928-tól írtak ki bajnokságot (Rothermere-vándordíj), 1931-ig városi csapatok, 1933-1934 között területi válogatottak játszottak, 1935-ben pedig vegyes csapatok.
A legtöbb bajnoki címet az Újpesti TE (Bp. Dózsa, Újpesti Dózsa) nyerte, 38-szor győztek.

## A bajnokságok végeredményei
1923
1. MAC, 2. BBTE
1924
1. MAC, 2. BBTE, 3. Budapesti LKE
1925
1. MAC, 2. BBTE, 3. Budapesti LKE
1926
1. MAC, 2. BBTE, 3. Ferencvárosi TC, 4. Budapesti LKE és III. ker. TVE, indult még: Kaposvári Turul SE, Mátyásföldi LTC, Újpesti TE
1927
1. MAC, 2. BBTE, 3. Budapesti LKE, 4. Mátyásföldi LTC és Ferencvárosi TC, indult még: Alagi LTE, Gödöllői MOVE, Csabai AK, BSE, Kaposvári Turul SE, Rózsadombi LTC
1928
1. MAC, 2. BBTE, 3. Budapesti LKE, 4. Mátyásföldi LTC és Ferencvárosi TC, indult még: Csabai AK, Szarvasi Turul TE, BSzKRt SE, BEAC, Alagi TE, MOVE Óbudai TE, Szegedi AK, III. ker. TVE, Rózsadombi LTC
1929
1. MAC, 2. Budapesti LKE, 3. Újpesti TE, 4. BBTE és Ferencvárosi TC, indult még: BSzKRt SE, BEAC, III. ker. TVE, MOVE Óbudai TE, Szegedi AK, Mátyásföldi LTC, Rózsadombi LTC, X. ker. SC, MAFC, Kaposvári Turul SE, Alagi TE, Csabai AK, Pécsi AC
1930
1. MAC, 2. BBTE, 3. Budapesti LKE, 4. Ferencvárosi TC és Újpesti TE, indult még: Budapesti LTC, Mátyásföldi LTC, Szombathelyi SC, Rózsadombi LTC, Kecskeméti AC, Szegedi AK, BSzKRt SE, BSE, MAFC, III. ker. TVE, MOVE Óbudai TE, X. ker. SC, Rendőrtiszti AC, MTK, Alagi TE, BEAC
1931
Ettől az évtől bajnoki osztályokban, körmérkőzéses rendszerben küzdöttek a csapatok.
1. MAC, 2. Újpesti TE, 3. BBTE, 4. MAFC
1932
1. MAC, 2. Újpesti TE, 3. BBTE, 4. MAFC, 5. BEAC, 6. BSE, 7. Budapesti LKE
Vidék: 1. Szolnoki Tisza EE, 2. Szegedi Kitartás EAC, 3. Mátyásföldi LTC, 4. Szombathelyi SE
1933
1. Újpesti TE, 2. MAC, 3. MAFC, 4. BBTE, 5. BEAC, 6. BSE, 7. BSzKRt SE
1934
1. Újpesti TE, 2. MAFC, 3. MAC, 4. BBTE, 5. MTK, 6. BEAC, 7. BSE
1935
1. Újpesti TE, 2. MAC, 3. MAFC, 4. BBTE, 5. MTK, 6. BEAC
Vidék: (vegyes csapatok) 1. Szegedi Kitartás EAC, 2. Debreceni EAC, 3. Győri TE, 4. Miskolci Előre
1936
1. MAC, 2. Újpesti TE, 3. BBTE, 4. MAFC, 5. MTK, 6. BSE
Vidék: 1. Szegedi Kitartás EAC, 2. Pécsi AC, 3. Szombathelyi SE, 4. Miskolci Előre, 5. Kisvárdai UE
1937
1. MAC, 2. BBTE, 3. MAFC, 4. BSzKRt SE, 5. Újpesti TE, 6. MTK
Vidék: 1. Szombathelyi SE, 2. Szegedi Kitartás EAC, 3. Miskolci MOVE TSE, 4. Kisvárdai UE, 5. Pécsi EAC
1938
1. MAC, 2. Újpesti TE, 3. BBTE, 4. BSE, 5. MAFC, 6. BSzKRt SE
Vidék: 1. Miskolci MOVE TSE, 2. Szombathelyi SE, 3. Kisvárdai UE, 4. Szegedi Kitartás EAC, 5. Kispesti AC, 6. Pécsi EAC
1939
1. MAC, 2. Újpesti TE, 3. BBTE, 4. MAFC, 5. BSE, 6. MTK
Vidék: 1. Miskolci MOVE TSE, 2. Szombathelyi SE, 3. Kispesti AC, 4. Nyíregyházi LTC, 5. Pécsi AC, 6. Szegedi Kitartás EAC
1940
1. Újpesti TE, 2. BBTE, 3. MAC, 4. MAFC, 5. BSE, 6. BSzKRt SE
Vidék: 1. Diósgyőri TC, 2. Nyíregyházi LTC, 3. Kispesti AC
1941
1. BBTE, 2. MAC, 3. MAFC, 4. BSE, 5. Újpesti TE, a Duna SC visszalépett
Vidék: nem rendezték meg
1942
1. BBTE, 2. Újpesti TE, 3. MAC, 4. BSE, 5. MAFC, 6. Elektromos TE
Vidék: 1. Kolozsvári TC, 2. Marosvásárhelyi SE
1943
1. Újpesti TE, 2. BBTE, 3. MAC, 4. MAFC, 5. BSE, 6. MTK
Vidék: 1. Marosvásárhelyi SE, 2. Miskolci MOVE TSE
1944
Ebben az évben a bajnokságot egyenes kieséses rendszerben játszották.
1. BBTE, 2. MAC, 3. Újpesti TE és MAFC, 5. Kolozsvári EAC és Szegedi TC és Rendőrtiszti AC és Alagi TE
1946
1. BBTE, 2. Újpesti TE, 3. Ferencvárosi TC, 4. MAFC, 5. BEAC, 6. Postás SE
1947
1. BEAC, 2. Újpesti TE, 3. Vasas SC (volt BBTE), 4. Ferencvárosi TC, 5. MAFC, 6. Vívó és Atlétikai Club
Vidék: 1. Pécsi AC, 2. Szentendrei MADISZ, 3. Kecskeméti MADISZ, 4. Szombathelyi SE, 5. Egri VMTK, 6. Debreceni EAC
1948
1. BEAC, 2. Újpesti TE, 3. Vasas SC, 4. Ferencvárosi TC, 5. MAFC, 6. Postás SE
1949
1. Vasas SC, 2. Közalkalmazottak SE, 3. Újpesti TE, 4. Ferencvárosi TC, 5. MÁVAUT SC, 6. Postás SE
Vidék: 1. Diósgyőri VTK
1950
1. Bp. Dózsa (volt Újpesti TE), 2. Bp. Vasas (volt Vasas SC), 3. ÉDOSZ SE (volt Ferencvárosi TC), 4. MÁVAUT SC, 5. Közalkalmazottak SE, 6. Csepeli Vasas
Vidék: 1. Pécsi Erdőgazdaság, 2. Diósgyőri Vasas (volt Diósgyőri VTK), 3. Szegedi Lokomotív, 4. Szombathelyi Postás
1951
1. Bp. Dózsa, 2. Bp. Vasas, 3. Bp. Honvéd, 4. Bp. Petőfi (volt Közalkalmazottak SE), 5. Előre MÁVAUT (volt MÁVAUT SC), 6. Bp. Kinizsi (volt ÉDOSZ SE), 7. VL Pamutkikészítő
1952
1. Bp. Dózsa, 2. Bp. Vasas, 3. Bp. Kinizsi, 4. Bp. Honvéd, 5. Bp. Petőfi, 6. Vasútépítő Lokomotív, 7. Előre MÁVAUT, 8. Csepeli Vasas, 9. VL Pamutkikészítő
1953
1. Bp. Dózsa, 2. Bp. Vasas, 3. Bp. Honvéd, 4. Bp. Petőfi VTSK (volt BSE), 5. Bp. Kinizsi, 6. Előre Autótaxi, 7. Vasútépítő Lokomotív, 8. Előre MÁVAUT
1954
1. Bp. Dózsa, 2. Bp. Vasas, 3. Bp. Petőfi VTSK, 4. Bp. Vörös Meteor, 5. Előre Autótaxi, 6. Bp. Kinizsi, 7. Vasútépítő Lokomotív, 8. Előre MÁVAUT
1955
1. Bp. Dózsa, 2. Bp. Bástya (volt Bp. Petőfi), 3. Bp. Bástya VTSK (volt Bp. Petőfi VTSK), 4. Bp. Vasas, 5. Bp. Kinizsi, 6. Bp. Vörös Meteor, 7. Törekvés Autótaxi (volt Előre Autótaxi), 8. VL Pamutkikészítő, 9. Törekvés MÁVAUT (volt Előre MÁVAUT)
1956
1. Bp. Dózsa, 2. Bp. Vasas, 3. Bp. Bástya VTSK, 4. Bp. Bástya, 5. Bp. Vörös Meteor, 6. Bp. Kinizsi, 7. Törekvés MÁVAUT, 8. Bp. Gyárépítők
1957
1. Újpesti Dózsa (volt Bp. Dózsa), 2. Vasas SC (volt Bp. Vasas), 3. Bp. Vörös Meteor, 4. Diósgyőri VTK, 5. Bp. Petőfi (volt Bp. Bástya), 6. Bp. VTSK (volt Bp. Bástya VTSK), 7. Ferencvárosi TC (volt Bp. Kinizsi), 8. Magyar Pamut SC, 9. MÁVAUT SC (volt Törekvés MÁVAUT), a Testnevelési Főiskola SE visszalépett
1958
1. Újpesti Dózsa, 2. Vasas SC, 3. Bp. Vörös Meteor, 4. Diósgyőri VTK, 5. Bp. Gyárépítők, 6. Bp. VTSK, 7. Ferencvárosi TC, 8. Bp. Petőfi, 9. Magyar Pamut SC, 10. Győri Vasas ETO
1959
1. Újpesti Dózsa, 2. Vasas SC, 3. Bp. Vörös Meteor, 4. Bp. Gyárépítők, 5. Bp. VTSK, 6. Diósgyőri VTK, 7. Ferencvárosi TC, 8. Ganz-MÁVAG VSE, 9. MAFC
1960
1. Újpesti Dózsa, 2. Vasas SC, 3. Bp. Gyárépítők, 4. Bp. Vörös Meteor, 5. Diósgyőri VTK, 6. Bp. VTSK, 7. Bp. Petőfi, 8. Csepel Autó SC
1961
1. Újpesti Dózsa, 2. Vasas SC, 3. Diósgyőri VTK, 4. Bp. Vörös Meteor, 5. Bp. Gyárépítők, 6. Bp. Honvéd, 7. Bp. VTSK, 8. Magyar Pamut SC
1962
1. Újpesti Dózsa, 2. Vasas SC, 3. Bp. Vörös Meteor, 4. Bp. Honvéd, 5. Diósgyőri VTK, 6. Bp. Gyárépítők, 7. Csepel Autó SC, 8. Bp. Petőfi
1963
1. Újpesti Dózsa, 2. Vasas SC, 3. Bp. Spartacus, 4. Bp. VTSK, 5. Bp. Honvéd, 6. Diósgyőri VTK, 7. Bp. Vörös Meteor, 8. Bp. Gyárépítők
1964
1. Újpesti Dózsa, 2. Vasas SC, 3. Bp. Spartacus, 4. Bp. Honvéd, 5. Diósgyőri VTK, 6. Bp. VTSK
1965
1. Újpesti Dózsa, 2. Vasas SC, 3. Bp. Spartacus, 4. Bp. Honvéd, 5. Bp. Vörös Meteor, 6. Diósgyőri VTK
1966
1. Újpesti Dózsa, 2. Vasas SC, 3. Bp. Spartacus, 4. Bp. Vörös Meteor, 5. Bp. VTSK, 6. Bp. Honvéd
1967
1. Újpesti Dózsa, 2. Vasas SC, 3. Bp. Spartacus, 4. Bp. Vörös Meteor, 5. Bp. VTSK, 6. Diósgyőri VTK
1968
1. Újpesti Dózsa, 2. Bp. Honvéd, 3. Bp. Vörös Meteor, 4. Bp. Spartacus, 5. Vasas SC, 6. Bp. VTSK
1969
1. Újpesti Dózsa, 2. Vasas SC, 3. Bp. Honvéd, 4. Bp. Vörös Meteor, 5. Bp. Spartacus, 6. Fűzfői AK
1970
1. Újpesti Dózsa, 2. Vasas SC, 3. Bp. Vörös Meteor, 4. Bp. Honvéd, 5. MAFC, 6. Bp. Spartacus
1971
1. Újpesti Dózsa, 2. Vasas SC, 3. Bp. Honvéd, 4. VM Egyetértés (volt Bp. Vörös Meteor), 5. MAFC, 6. NIKE Fűzfői AK
1972
1. Újpesti Dózsa, 2. Bp. Honvéd, 3. VM Egyetértés, 4. Vasas SC, 5. Bp. Spartacus, 6. MAFC
1973
1. Újpesti Dózsa, 2. Bp. Honvéd, 3. VM Egyetértés, 4. Vasas SC, 5. Bp. Spartacus, 6. NIKE Fűzfői AK
1974
1. Újpesti Dózsa, 2. Bp. Spartacus, 3. VM Egyetértés, 4. Bp. Honvéd, 5. Vasas SC, 6. NIM SE, 7. MAFC
1975
1. MTK-VM (volt MTK és VM Egyetértés), 2. Újpesti Dózsa, 3. Bp. Honvéd, 4. Vasas SC, 5. Bp. Spartacus, 6. NIKE Fűzfői AK, 7. Rába ETO (volt Győri Vasas ETO)
1976
1. Újpesti Dózsa, 2. Bp. Spartacus, 3. MTK-VM, 4. Vasas SC, 5. Bp. Honvéd, 6. NIM SE, 7. BSE (volt Bp. VTSK és Bp. Petőfi)
1977
1. Újpesti Dózsa, 2. MTK-VM, 3. Vasas SC, 4. Bp. Spartacus, 5. NIM SE, 6. Bp. Honvéd, 7. NIKE Fűzfői AK, 8. Kecskeméti SC
1978
1. Újpesti Dózsa, 2. MTK-VM, 3. Vasas SC, 4. NIM SE, 5. Bp. Spartacus, 6. Bp. Honvéd, 7. BSE, 8. Rába ETO
1979
1. Vasas SC, 2. Újpesti Dózsa, 3. MTK-VM, 4. NIM SE, 5. Bp. Spartacus, 6. Bp. Honvéd, 7. NIKE Fűzfői AK, 8. Kecskeméti SC
1980
1. Újpesti Dózsa, 2. MTK-VM, 3. Vasas SC, 4. Bp. Spartacus, 5. NIM SE, 6. BSE, 7. Bp. Honvéd, 8. Haladás VSE
1981
1. Újpesti Dózsa, 2. MTK-VM, 3. Bp. Spartacus, 4. Vasas SC, 5. NIM SE, 6. BSE, 7. Nyíregyházi VSSC, 8. NIKE Fűzfői AK
1982
1. MTK-VM, 2. Újpesti Dózsa, 3. Vasas SC, 4. Bp. Spartacus, 5. BSE, 6. Nyíregyházi VSSC
1983
1. MTK-VM, 2. Bp. Spartacus, 3. Újpesti Dózsa, 4. BSE, 5. Vasas SC, 6. BVSC
1984
1. MTK-VM, 2. Újpesti Dózsa, 3. Bp. Spartacus, 4. BSE, 5. Vasas SC, 6. BEAC
1985
1. MTK-VM, 2. Bp. Spartacus, 3. Újpesti Dózsa, 4. Vasas SC, 5. BSE, 6. Nyíregyházi VSSC
1986
1. MTK-VM, 2. Bp. Spartacus, 3. Újpesti Dózsa, 4. Vasas SC, 5. BSE, 6. Bp. Honvéd
1987
1. MTK-VM, 2. Újpesti Dózsa, 3. Bp. Spartacus, 4. BSE, 5. Vasas SC, 6. Nyíregyházi VSSC
1988
1. MTK-VM, 2. Újpesti Dózsa, 3. Vasas SC, 4. BSE, 5. Bp. Honvéd, 6. Bp. Spartacus
1989
1. Újpesti Dózsa, 2. MTK-VM, 3. Építők SC, 4. BSE, 5. Bp. Spartacus, 6. Nyíregyházi VSSC, 7. Vasas SC, 8. Bp. Honvéd
1990
1. Újpesti Dózsa, 2. Vasas SC, 3. MTK-VM, 4. Nyíregyházi VSC (volt Nyíregyházi VSSC), 5. Építők SC, 6. Bp. Spartacus, 7. BSE, 8. Kaposvári Vasas
1991
1. Vasas SC, 2. Nyíregyházi VSC, 3. PÁRA TC Érd, 4. Újpesti TE (volt Újpesti Dózsa), 5. Építők SC, 6. BSE, 7. Dunai Kőolaj SK, 8. MTK-VM
1992
1. Vasas SC, 2. PÁRA TC Érd, 3. Újpesti TE, 4. Nyíregyházi VSC, 5. MTK (volt MTK-VM), 6. BSE, 7. Építők SC, 8. Soproni VSE
1993
1. PÁRA TC Érd, 2. MTK, 3. Pécsi VTC, 4. BSE, 5. Vasas SC, 6. Újpesti TE, 7. Velencetours SC, 8. Nyíregyházi VSC
1994
1. Újpesti TE, 2. MTK, 3. PÁRA TC Érd, 4. Pécsi VTC, 5. Vasas SC, 6. Soproni VSE, 7. BSE, 8. Építők SC
1995
1. Vasas SC, 2. PÁRA TC Érd, 3. Újpesti TE, 4. MTK, 5. Lendület SE Salgótarján, 6. LRI-Malév SC, 7. Pécsi VTC, 8. Soproni VSE
1996
1. Vasas SC, 2. MTK, 3. Újpesti TE, 4. LRI-Malév SC, 5. III. ker. TVE és BSE, 7. Lendület SE Salgótarján és PÁRA TC Érd
1997
1. Vasas SC, 2. BSE, 3. LRI-Malév SC, 4. MTK, 5. Elektromos SE és Pécsi VTC, 7. III. ker. TVE és Újpesti TE
1998
1. LRI-Malév SC, 2. IDOM Team 2000 TSE, 3. BSE, 4. Soproni VSE, 5. MTK és Pécsi VTC, 7. Elektromos SE és Vasas SC
1999
1. IDOM Team 2000 TSE, 2. LRI-Malév SC-Római TA, 3. Soproni VSE, 4. BSE, 5. Pécsi VTC-Vasas SC és Agárdi TC, 7. MTK és Győri BVTC
2000
1. LRI-Malév SC-Római TA, 2. IDOM Team 2000 TSE, 3. Hód TC, 4. Soproni VSE, 5. BSE és Pécsi VTC-Vasas SC, 7. Agárdi TC, a III. ker. TVE visszalépett
2001
1. Hód TC, 2. Pécsi VTC-Vasas SC, 3. LRI-Malév SC, 4. IDOM Team 2000 TSE, 5. Makár TC-BSE és Építők TC, 7. Soproni Ászok SE, a Soproni VSE visszalépett
2002
1. Pécsi VTC-Vasas SC, 2. Hód TC, 3. Tordas SE, 4. LRI-Malév SC, 5. IDOM Team 2000 TSE és Miskolci EAFC, 7. Építők TC és Sopron TK
2003
1. Tordas SE, 2. Pécsi VTC-Vasas SC, 3. Hód TC, 4. LRI-Malév SC, 5. IDOM Team 2000 TSE és Fehérgyarmati TK, 7. Miskolci EAFC és Győri TC
2004
1. Tordas SE-Újbuda TC, 2. Hód TC, 3. Mivas SE-Malév SC-Agárdi TC, 4. IDOM Team 2000 TSE, 5. Vasas SC és Fehérgyarmati TK, 7. Érsekkert TK és Pécsi VTC
2005
1. Hód TC, 2. Tordas SE-Újbuda TC, 3. Mivas SE-Malév SC, 4. IDOM Team 2000 TSE, 5. Fehérgyarmati TK és Győri TC, 7. Tatár TC és Vasas SC
2006
1. Hód TC, 2. Mivas SE, 3. IDOM Team 2000 TSE, 4. Tordas SE-Újbuda TC, 5. Fehérgyarmati TK és Tálentum TC, 7. Győri TC és Pécsi VTC
2007
1. Hód TC, 2. Kiskastély SE, 3. MTK-Újbuda TC, 4. Fehérgyarmati TK, 5. Tatár TC és IDOM Team 2000 TSE, 7. Budaörsi SC és Tálentum TC
2008
1. Hód TC, 2. IDOM Team 2000 TSE, 3. Mivas SE-Gödöllői LTE, 4. MTK-Újbuda TC, 5. Fehérgyarmati TK és Tatár TC, 7. Építők TC és Győr-Révfalui TC
2009
1. Hód TC, 2. IDOM Team 2000 TSE, 3. Kiskastély SE, 4. MTK-Újbuda TC, 5. Fehérgyarmati TK és Pécsi VTC, 7. BSE és Győr-Révfalui TC
2010
1. Ábris Team 2010 TSE (volt IDOM Team 2000 TSE), 2. Kiskastély SE, 3. MTK-Újbuda TC, 4. Diego VKE, 5. Pécsi VTC és Budaörsi SC, 7. Metro RSC-BSE, a Fehérgyarmati TK visszalépett
2011
1. MTK-Újbuda TC, 2. Ábris Team 2010 TSE, 3. Budaörsi SC, 4. Kőszegi SE, 5. Ferencvárosi TC-Diego VKE és Metro RSC, 7. Pécsi VTC és Honvéd Szondi SE
2012
1. MTK, 2. Ábris Team 2010 TSE, 3. Budaörsi SC-Szeged VTK, 4. Ferencvárosi TC-Diego VKE, 5. Metro RSC és Siófoki Spartacus, 7. Kőszegi SE és Gyöngy TSC
2013
1. MTK, 2. Ábris Team 2010 TSE, 3. Diego VKE, 4. Siófoki Spartacus, 5. Budaörsi SC, 6. Metro RSC, 7. Építők TC, 8. Győr-Révfalui TC-Pécs 2000 TC
2014
1. MTK, 2. Diego VKE, 3. Siófoki Spartacus, 4. Metro RSC, 5. Ábris Team 2010 TSE, 6. Top Sport SE-Golden Ace STC, 7. Kőszegi SE, 8. Budaörsi SC
2015
1. MTK-Achilles SE, 2. Rákosmenti TK-Fagyas Team, 3. Siófoki Spartacus, 4. Diego VKE, 5. Metro RSC, 6. Ábris Team 2010 TSE, 7. Liget TE, 8. Golden Ace STC
2016
1. MTK-BLKE, 2. Siófoki Spartacus, 3. Budaörsi SC, 4. Diego SC, 5. Kőszegi SE, 6. HOKER-Fagyas Team, 7. Liget TE, 8. Metro RSC
2017
1. Győri AC, 2. MTK, 3. Siófoki Spartacus-Bregyó TE, 4. Kőszegi SE, 5. Diego SC, 6. Budaörsi SC, 7. HOKER-Fagyas SE-Metro RSC, 8. Mini Garros TE
2018
1. Siófoki Spartacus-Bregyó TE, 2. Győri AC, 3. MTK, 4. Diego SC, 5. Pasarét TK, 6. Kőszegi SE, 7. Budaörsi SC
2019
1. MTK, 2. Győri AC, 3. Siófoki Spartacus-Bregyó TE, 4. Kőszegi SE, 5. Pasarét TK, 6. Diego SC, 7. Budaörsi SC, 8. HOKER-Fagyas SE
2020
1. Győri AC, 2. MTK, 3. Kőszegi SE, 4. Diego SC, 5. Pasarét TK, 6. Siófoki Spartacus-Bregyó TE, 7. Budaörsi SC, 8. Halasi TC-Római TA
2021
1. Győri AC, 2. MTK, 3. Diego SC, 4. Siófoki Spartacus-Bregyó TE, 5. Pasarét TK, 6. Budaörsi SC, 7. Kőszegi SE, 8. HOKER-Fagyas SE
2022
1. Győri AC, 2. Kőszegi SE, 3. MTK, 4. Diego SC, 5. UNIK SE-Vasas SC, 6. Budaörsi SC, 7. Siófoki Spartacus-Bregyó TE, 8. Halasi TC
2023
1. MTK, 2. Győri AC, 3. UNIK SE-Vasas SC-Csopak TK-Next TA, 4. PG Tenisz, 5. Siófoki Spartacus-Bregyó TE, 6. Kőszegi SE, 7. Diego SC, 8. Budaörsi SC
2024
1. Győri AC, 2. Kőszegi SE, 3. PG Tenisz, 4. MTK, 5. Siófoki Spartacus-Bregyó TE, 6. UNIK SE-Vasas SC, 7. Budaörsi SC, 8. Diego SC
2025
1. Győri AC, 2. Kőszegi SE, 3. Vasas SC, 4. MTK-Ludovika SE, 5. Siófoki Spartacus-Bregyó TE, 6. PG Tenisz, 7. Budaörsi SC, 8. Pasarét TK